# DAB1
Disabled 1 (Dab1) protein pripada grupi adaptorskih proteina. Glavna uloga adaptorskih proteina temelji se na stvaranju kratkotrajnih protein-protein interakcija i formiranju proteinskog kompleksa čija je zadaća prijenos signala unutar stanice. Glavna funkcija Dab1 proteina povezana je sa Reelin signalnim putem kojeg se smatra jednim od važnijih molekularnih puteva povezanih s migracijom kortikalnih neurona tijekom procesa neurogeneze. Prijenos signala temelji se na vezanju PTB domene ovog proteina za unutarstanične citoplazmatske nastavke receptor lipoproteina vrlo niske gustoće a (VLDLR receptor) te apoE receptora tipa 2 (ApoER2). 

## Otkriće
Dab1 skupina gena pronađena je kod oblića, insekata i kralježnjaka. Prva istraživanja Dab 1 proteina obavljena su 1990-ih godina na životinjskom modelu vinske mušice (Drosophile melanogaster) gdje je otkrivena njegova povezanost s embrionalnim razvojem središnjeg živčanog sustava. Mišji modeli kojima nedostaje ovaj protein pokazali su fenotipske defekte u organizaciji moždane kore, hipokampusa i malog mozga. 

## DAB1 gen i struktura proteina
Dab1 gen koji kodira za istoimeni protein smješten je na kromosomu broj 1 kod ljudi (1p32.2),  dok se mišji homolog gena nalazi na 4. kromosomu. Humani Dab1 protein izgrađen je od 555 aminokiselina, dok su dosadašnja istraživanja fokusirana na PTB domenu ovog proteina, obzirom na činjenicu da njegova cjelokupna kristalna struktura nije poznata. Jedino što je trenutno znano jest potencijalna struktura predviđena pomoću Alpha fold-a, no kao što se može vidjeti i na slici predikcija nije vrlo pouzdana.

### PTB domena
Dosadašnja istraživanja fokusirana su na PTB domenu ovog proteina. Naime, PTB domena nalazi se na N terminalnom kraju Dab-1 proteina te je njezina pravovaljana aktivnost ključna za prijenos signala unutar stanice. Sastoji se od α uzvojnice i 7 centralnih β  lanaca koji izgrađuju 2 antiparalelne  β ploče.  Karakteristika PTB domene Dab-1 proteina je preferenca vezivanja za nefosforilirane nastavke peptidnih sekvenci unutarstaničnih repova transmembranskih proteina točnije,  VLDLR i ApoE3 receptora. PTB domena također se veže na membranski fosfolipidni dvosloj koji sadrže fosfoinozitide. Vezanje fosfoinozitida je stereospecifično i može se dogoditi istodobno s vezanjem unutarstaničnog dijela receptorskog peptida. 

## Funkcija

### Funkcija u Reelin signalnom putu
Reelin-Disabled-1 (Dab1) signalni put regulira migraciju neurona tijekom razvoja mozga u sisavaca.  (Rice and Curran 2001). Reelin je ekstracelularni protein točnije, glikoprotein, kojeg izlučuju Cajal-Reztuis stanice u marginalnoj zoni cerebralnog korteksa. Vezanje reelina za njegove receptore, receptor lipoproteina vrlo niske gustoće (VLDLR) te apolipoprotein E receptor (ApoE2), dovodi do fosforilacije Dab1, koji je vezan za NPxY motiv citoplazmatskih domena ApoER2 i VLDLR, putem svoje PTB domene. Sama fosforilacija tirozinskih ostataka Dab1, posredovana je kinazama iz obitelji Src, FYN te Src. Fosforilirani DAB1 regrutira fosfoinozitid-3-kinazu (PI3K), Crk ili Nckβ te tako utječe na nizvodne signalne kaskade. Pokazano je da miševi s mutacijama koje onemogućavaju fosforilaciju triozinskih ostataka, isplovljavaju fenotip sličan reeler miševima, što upućuje na činjenicu da je fosforilacija tirozinskih ostataka nužna za vršenje funkcije DAB1 kao adaptorskog proteina. 

### Utjecaj na migraciju neurona
Tijekom formiranja mozga u sisavaca dolazi do migracije neurona iz ventrikularne zone prema marginalnoj zoni. Ondje dolazi do konačne diferencijacije dendrita i formacije kortikalne ploče. Zbog toga možemo govoriti o inside-out sekvenci, gdje se na površinskim pozicijama nalaze kasnije formirani neuroni, dok područja dublje u mozgu nastanjuju ranije formirani neuroni. Migrirajući neuroni eksprimiraju receptore za Reelin, glikoprotein kojeg izlučuju Cajal- Reztuis stanice u marginalnoj zoni cerebralnog korteksa, koji je ključan za pravilno pozicioniranje neurona. Tako mutacije u Reelin signalnom putu, od null mutacije Reelina do null mutacije Dab1, dovode do defekata u razvoju cerebralnog neokorteksa, hipokampusa i cerebelluma. Istraživanja pokazuju kako null mutacije Reelina ili Dab1 onemogućuju migraciju neurona što rezultira njihovom neodgovarajućom lokalizacijom unutar moždanih slojeva. Suprotno tome, prekomjerna ekspresija DAB1 proteina u citoplazmi dovodi do izostanka migracije neurona kod wild-type miševa, što upućuje na važnost regulacije citoplazmatskih razina DAB1 za neuralnu migraciju.

## Lokalizacija u stanici
Primarno se navodi kako je DAB1 isključivo citoplazmatski protein, no pokazano je kako se radi o nukleocitoplazmatskom proteinu. U eukariotskim stanicama transport preko nuklearne membrane odvija se kroz nuclear pore complex (NPC). Obzirom da se radi o aktivnom transportu, za odvijanje istog potrebni su nuklearni transportni receptori, importini i eksportini.  Proteini koji se dvosmjerno kreću između citoplazme i jezgre moraju sadržavati specifične signalne sekvence kako bi bili prepoznati od strane importina to jest eksportina. Sekvenca za import u stanicu naziva se Nuclear localization signal (NLS), dok se kod eksporta govori o Nuclear export signal-u (NES). Tako su pomoću mutagenetskih analiza znanstvenici utvrdili kako DAB1 sadrži 2 NES sekvence te jednu N-teminalnu NLS sekvencu, što ukazuje na mogućnost translokacije ovog proteina iz citoplazme u nukleus i vice versa.

## Patogeneza
Prvo istraživanje vezano uz mutacije Dab1 proteina provedeno je na pacijentima koje boluju od Schizofrenije  ili imaju poremećaj iz spektra autizma.  Iako nije otkrivena statistička značajnost koja direktno povezuje Dab1 protein s patogenezom, pronađene su dvije mutacije koje uzrokuju poremećenu strukturu te time i stabilnost samog proteina.